# Lotus QuickPlace
Lotus QuickPlace – sieciowe oprogramowanie do pracy grupowej. Daje możliwość stworzenia środowiska pracy grupowej w danej firmie.
Sama aplikacja daje dostęp do wspólnego kalendarza zawierającego informacje na temat np. spotkań, nowych zadań itp. Istnieje możliwość rozsyłania codziennych biuletynów do użytkowników. Pakiet Quick Place współpracuje z pakietem MS Office. Opracowane dokumenty np. w Excelu można zaimportować jako dostosowane formularze, tak żeby reszta zespołu miała do nich dostęp.